# Macadam Tribu
Pour plus de détails, voir Fiche technique et Distribution.
Macadam Tribu est une comédie dramatique congolaise réalisée par Zeka Laplaine et sortie en 1996.

## Synopsis
En compagnie de leurs amis, Mike et son frère Kapa courent les rues, les bars et les salles de boxe d´une grande ville africaine. Leur mère, Mère Bavusi, rêve quant à elle de récupérer au marché l´emplacement qu´elle occupait quand son époux était encore là et qu´on la respectait.

## Distribution
- Sidy Camara : Kapa
- André Carvello : M. Cousin
- Habib Dembélé : Pop (sous le nom de Habibou Dembele)
- Boubacar S. Diarra : Duka
- Maimouna Hélène Diarra : Macho's Wife
- Djeneba Diawara : Moka
- Lydia Ewandé : Mother Bavusi
- Gabriel Magma Konaté : Macho
- Hassane Kassi Kouyate : Mike
- Djibril Kouyaté : Papa Sandu
- Fausto Martini : Giuseppe
- Makansire Sylla : Kojack